# Extreme Makeover: Reconstrucción total
Extreme Makeover: Home Edition (EM:HE; a veces denominado informalmente Extreme Home Makeover) es  un reality show estadounidense de que se emitió desde el 15 de febrero de 2004 hasta el 13 de enero de 2012 en ABC y en 2020 en HGTV. Se estrenó el 2 de enero de 2025, para su décima temporada en ABC y su undécima temporada en total.  La serie es un spin-off de Extreme Makeover que presenta a una familia que ha enfrentado algún tipo de dificultad y cuya casa ha sido completamente remodelada para adaptarse mejor a sus necesidades específicas.
La serie fue producida por Endemol USA en asociación con Greengrass Television, de Disney–ABC Television Group. La emisión original en ABC fue presentada por Ty Pennington; la temporada de HGTV fue presentada por el actor Jesse Tyler Ferguson. Los productores ejecutivos de la serie original fueron Brady Connell y George Verschoor. El 7 de mayo de 2024, la serie se reanudó y volvió a ABC por primera vez desde 2012, con Joanna Teplin y Clea Shearer de la página web «The Home Edit» como copresentadoras.
El programa se emitía originalmente los domingos por la noche, pero se trasladó a los viernes por la noche durante la temporada televisiva 2011-12. Tras la emisión de su último episodio en forma de serie durante su emisión original, y para la emisión especial de vacaciones de 2012, fue la última serie de ABC que se emitió únicamente en 4:3 definición estándar. Sin embargo, cuando el programa fue reactivado por HGTV, se convirtió a alta definición y presentación en pantalla panorámica.

## Resumen
Extreme Makeover: Home Edition se estrenó como especial de trece episodios el miércoles 3 de diciembre de 2003 y tuvo su estreno oficial como serie el domingo 15 de febrero de 2004. Fue una de las series más vistas de la ABC y se ha vuelto mucho más popular que la serie original «Extreme Makeover», que tuvo problemas de audiencia en sus dos últimas temporadas y terminó discretamente con la emisión de todos sus episodios en julio de 2007. El programa ocupó el puesto 41 en su primera temporada, con una media de 10,6 millones de espectadores por episodio, y el episodio piloto atrajo a 12 millones de espectadores. Sin embargo, sus índices de audiencia se dispararon a partir de entonces, y la segunda temporada entró en el top 20, terminando en el puesto 15 del año, con una media de 15,8 millones de espectadores por episodio. Las cuatro temporadas siguientes se situaron al menos entre las 30 primeras, con la segunda y la tercera temporada entre las 20 primeras, y la cuarta y la quinta entre las 25 primeras. Sin embargo, la sexta temporada cayó fuera de las 35 primeras y ocupó el puesto 38, con una media de 10,3 millones de espectadores por episodio. La séptima temporada ocupó el puesto 39, con una media de 9,1 millones de espectadores. En la octava temporada, la serie apenas se situó entre las 50 primeras, con una media de algo más de 8,5 millones de espectadores por episodio. La última temporada quedó por debajo de las 100 primeras (en el puesto 101) y tuvo una media de solo 5,8 millones de espectadores por episodio.
Las reposiciones de la serie comenzaron a emitirse en TV Land en agosto de 2007, lo que la convirtió en el programa no original más joven en emitirse en la cadena.
El programa está presentado por Ty Pennington, antiguo carpintero del programa Trading Spaces. La serie se dedica a reconstruir las casas de familias que necesitan una nueva esperanza.
Durante la temporada 2005-2006, el programa se trasladó a las zonas afectadas por el huracán Katrina y ayudó a las comunidades a reconstruirse con la ayuda de otras organizaciones.
El programa también contó con una serie de especiales que más tarde se convirtieron en una serie regular durante la temporada televisiva 2004-2005 titulada «Extreme Makeover: Home Edition: ¿Cómo lo hicieron?». Se trataba de un spin-off de corta duración de «Extreme Makeover: Home Edition» que incluía imágenes adicionales detrás de las cámaras de lo que había sucedido en el episodio de esa semana. En algunos especiales ocasionales aparecían Los Muppets, propiedad de ABC, participando en escenas cómicas con el equipo de diseño. Sin embargo, sus escenas solían grabarse después de la renovación.

## Producción

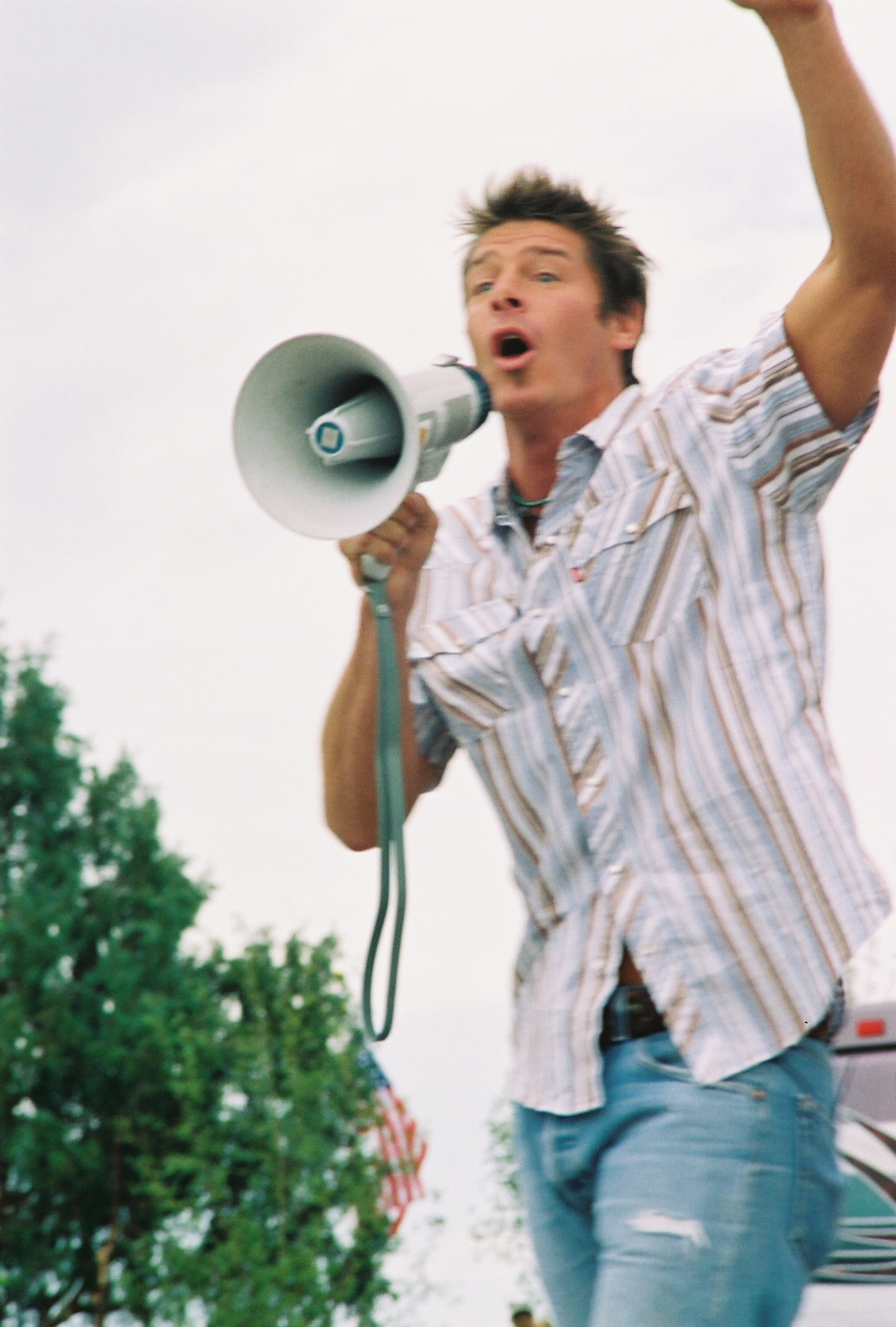
El presentador Ty Pennington durante el rodaje de un episodio, enero de 2006.

Se graban dos episodios en dos ciudades diferentes al mismo tiempo (con unos días de diferencia), utilizando dos equipos de producción distintos. También hay dos grupos de diseñadores. Ty Pennington viaja entre las dos ciudades para hacer la «visita sorpresa», la marcha valiente y la «revelación», así como para terminar el trabajo en sus proyectos, que menciona y explica en su revista. La cantidad de trabajo que Ty y el equipo de diseño dedican a la casa y a los proyectos que emprenden depende en gran medida de la cantidad de filmación que sea necesario realizar. En algunas circunstancias, como en las reformas más pequeñas o en las reformas programadas para episodios de dos horas, los diseñadores principales esbozan una idea general de sus proyectos y los diseñadores suplentes del programa se hacen cargo. Por lo general, se notifica a los diseñadores principales con antelación quiénes serán los beneficiarios de la reforma, para que puedan empezar a planificar con tiempo. En varias reformas, se les ha criticado por no hacer ningún trabajo y limitarse a estar allí para dar espectáculo.

### Formato

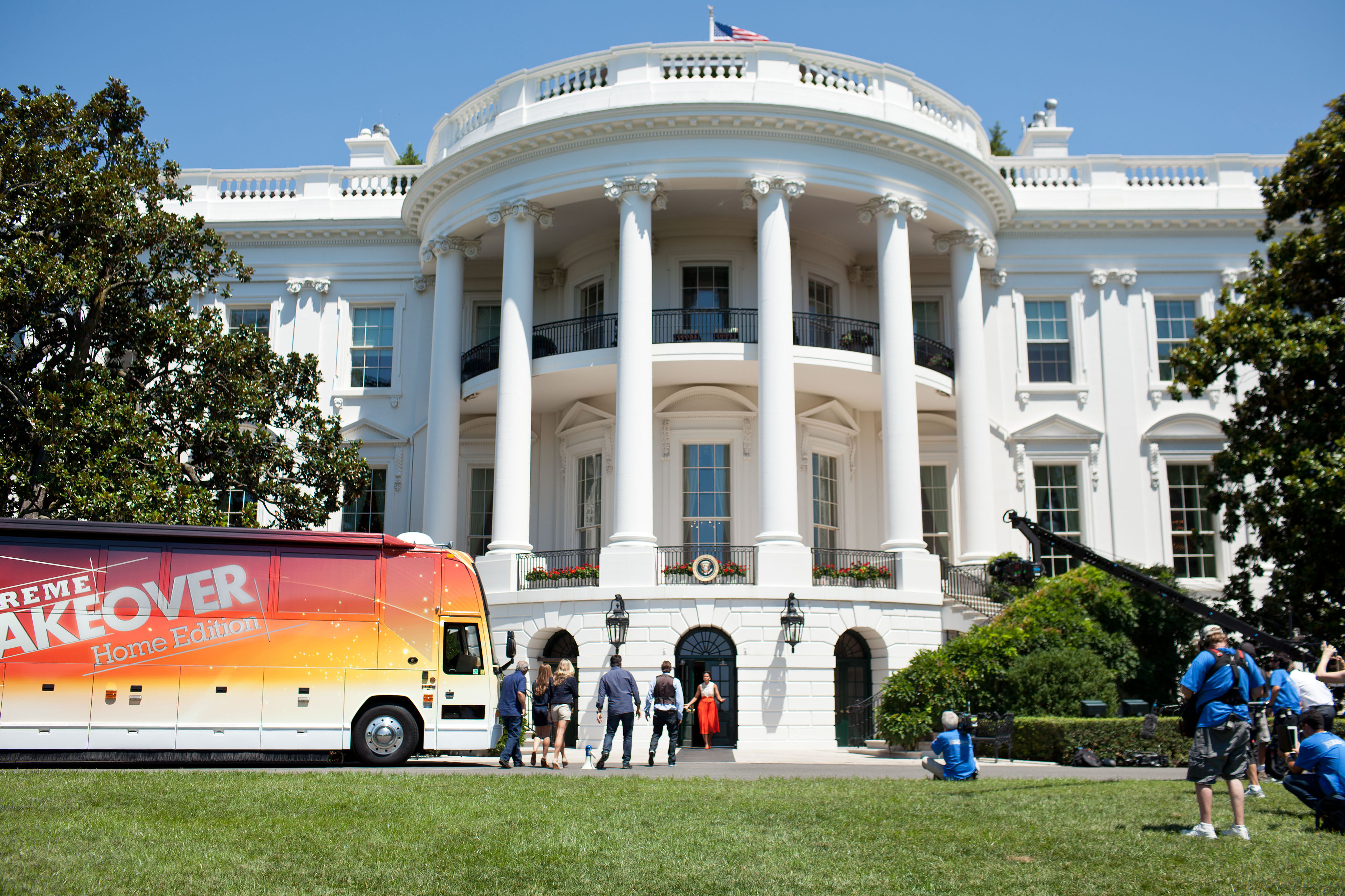
La entonces primera dama de los Estados Unidos Michelle Obama participó en la filmación de un episodio de Extreme Makeover: Home Edition, White House, 2011.

ABC recibió miles de solicitudes de familias necesitadas, y el equipo afirmó que fue muy difícil filtrar las historias y elegir solo una de ellas. Las familias que buscaban debían cumplir dos criterios: en primer lugar, debían ser realmente merecedoras y necesitar la reforma, y en segundo lugar, debían ser el tipo de personas que devolvían algo de sí mismas a su comunidad. El tema principal del programa era la defensa de causas, ya que cada familia seleccionada ayudaba a abordar una amplia gama de problemas de la sociedad estadounidense. El programa había ayudado a familias que habían sido víctimas de algún tipo de pérdida o acontecimiento trágico, que habían pasado por dificultades y, sobre todo, había defendido formas de tratar, afrontar y prevenir tales pérdidas. El programa ayudó a familias de veteranos, padres solteros y familias con niños que padecían enfermedades que iban desde cáncer infantil hasta VIH/SIDA, así como a niños con enfermedades mentales y discapacidades como el autismo. El programa ayudó a familias víctimas de desastres naturales como tornados y huracanes, así como a familias que habían sufrido incendios y contaminación por moho. Otros casos incluían familias que habían perdido a seres queridos o que tenían seres queridos heridos en accidentes de coche (incluidos incidentes relacionados con el alcohol), violencia doméstica, delitos relacionados con bandas y abuso de drogas. Cada episodio convertía a una familia en defensora de la concienciación sobre estos problemas.
La mayoría de los episodios duraban una hora; sin embargo, en algunos casos (principalmente si había complicaciones o si la remodelación afectaba a algo más que la vivienda familiar), el episodio se emitía en dos partes y comenzaba a las 7 p. m., hora del este (una hora antes de su franja horaria habitual, las 8 p. m., hora del este). En el Reino Unido y algunos países, algunos de los episodios de dos horas se emitían como un único programa en lugar de como dos partes separadas.
La primera temporada de Extreme Makeover: Home Edition se desarrolló principalmente en el sur de California, particularmente en el área metropolitana de Los Ángeles. La segunda temporada extendió la renovación más allá de California, incluyendo Alaska y Hawái.
La mayoría de los programas de las tres primeras temporadas comenzaban con una toma de Pennington en el autobús del equipo diciendo: "¡Soy Ty Pennington, y la renovación empieza ahora mismo!". La excepción fueron los episodios que presentaron a un presentador invitado en su lugar.

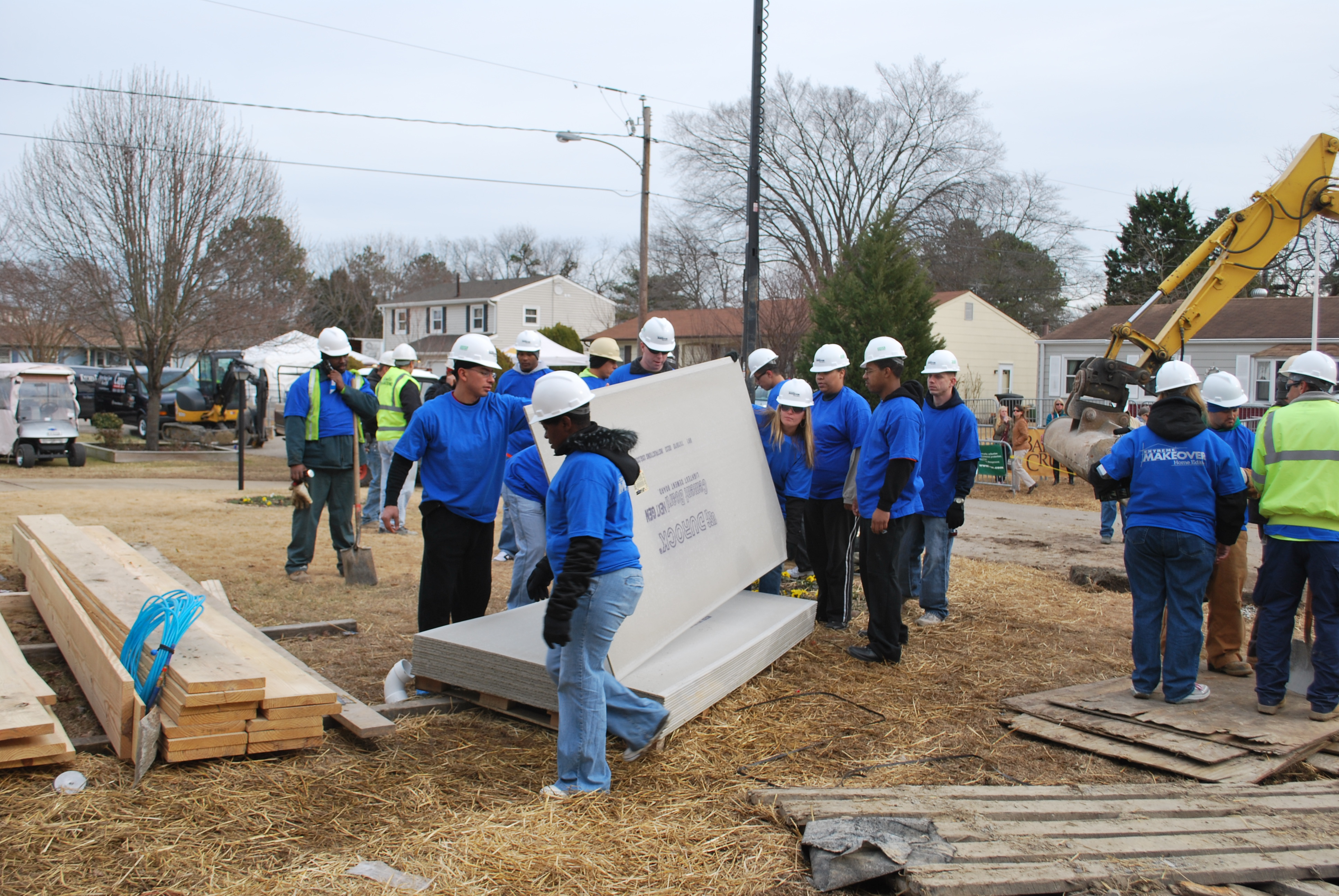
Marineros del U.S. Navy (CVN-71) ayudan a construir un hogar en un episodio de Extreme Home Makeover: Home Edition, Virginia Beach, Va., 2011.

En la cuarta y quinta temporadas, la toma inicial mostraba a Pennington en un lugar emblemático del estado donde transcurría el episodio, y se añadió al eslogan una declaración sobre el estado en el que se desarrollaba. A continuación, se presentó brevemente a la familia elegida; su video de nominación se mostró al equipo (y a la audiencia televisiva).
Pennington reunió al equipo y los guio en un cántico de "¡Hagámoslo!". A continuación, Pennington y el equipo de diseño visitaron la casa de la familia y procedieron a darles una "llamada de atención" (cortesía del infame megáfono de Pennington) gritando "¡Buenos días, familia [nombre de la familia]!". Luego, presentaron a cada miembro de la familia. El equipo recorrió la casa, investigando los intereses de la familia como inspiración para el diseño.
La familia se fue de vacaciones una semana (en los casos correspondientes, Southwest Airlines proporcionó el pasaje aéreo, cuya participación se mencionó al final del programa, principalmente a Disneyland) mientras la casa era renovada o demolida, según su estado y las necesidades de la familia. Dos familias en temporadas distintas (La Familia Sears, temporada 2, episodio 13; y La Familia Kubena, temporada 3, episodio 17) no incluyeron vacaciones porque sus respectivas hijas estaban aisladas en cada hospital local.  Recibieron mensajes de video a través de la cámara de Pennington a través de una computadora portátil. Los videos mostrados en la computadora portátil se superpusieron a las transmisiones para evitar el reflejo de la pantalla y el pago de regalías publicitarias por el software utilizado en los videos.
A partir de la temporada 3, las demoliciones se volvieron bastante creativas: el equipo utilizó árboles caídos, tanques e incluso camiones monstruo para llevar a cabo la tarea donde fuera necesario. En un episodio (La Familia Miller, temporada 5, episodio 7), el equipo usó dinamita para volar su casa contaminada con radón en Wyoming. En 2008, un episodio bastante innovador mostró a Pennington y su equipo haciendo rodar una bola de boliche de doscientos cincuenta kilos por la casa para finalmente demoler el baño de una familia, con temática de bolos e inspirado en "El Gran Lebowski".
Un constructor local (a veces dos) y voluntarios de la comunidad comenzaron con el trabajo básico (electricidad, plomería, techo y, si la casa era demolida, la construcción de una nueva estructura) mientras el equipo de diseño comenzaba a diseñar los aspectos creativos de la casa. Una vez completado el trabajo básico, el equipo de diseño añadió los toques finales. Pennington seleccionó una parte de la casa como su "habitación secreta" (excepto cuando el proyecto secreto se desarrollaba en el patio trasero), la cual nadie podía ver antes de la presentación final (con una excepción en "La Familia Pauni", temporada 4, episodio 10, que incluía una cocina comercial; el inspector de salud tuvo que aprobar la cocina y emitir el permiso antes de su uso). Los programas solían incluir a los miembros del equipo de diseño visitando una tienda Sears local, además de apariciones especiales de invitados. El Equipo de Aire Limpio de IQAir era convocado con frecuencia para proporcionar aire ultralimpio a familias con problemas de salud especiales.
Al final de la semana, la familia regresó a casa para ver a la multitud vitoreando y la vista de su casa bloqueada por un autobús (en proyectos más grandes, dos autobuses bloqueaban la casa). Cuando Pennington y la familia dieron la orden, originalmente "¡Conductor, dale!" en la primera temporada (normalmente solo la daba Pennington), y posteriormente la mucho más famosa "¡Conductor, mueve ese autobús!" (o "¡Esos autobuses!"), a partir de la segunda temporada, con la familia participando en la llamada al conductor, la familia vio el resultado final del esfuerzo del equipo. La habitación secreta de Pennington solía ser el último elemento que aparecía en el programa. A menudo, la habitación de un niño, la habitación principal de los padres o una sala de negocios recibían la atención especial de Pennington. Algunos episodios presentaban regalos especiales que recibían de terceros. El programa siempre terminaba con Pennington diciendo: "Solo queda una cosa por decir: bienvenidos a casa, familia [nombre de la familia], bienvenidos a casa". Esto fue seguido a menudo por una ovación de pie de la familia, el equipo de diseño y cualquier otra persona que estuviera allí cuando termina el espectáculo.

## Equipo
| Elenco                          | Rol                                                                 |
| Versión ABC (original; 2004–12) | Versión ABC (original; 2004–12)                                     |
| ------------------------------- | ------------------------------------------------------------------- |
| Alle Ghadban                    | Diseño (temporada 1)                                                |
| Constance Ramos                 | Arquitecto (temporadas 1–3)                                         |
| Dawson Connor                   | Paisajismo (temporada 1)                                            |
| Michael Moloney                 | Diseño de interiores/Glamour (temporadas 1–9)                       |
| Paige Hemmis                    | Carpintería (temporadas 1–9)                                        |
| Paul DiMeo                      | Carpintería (temporadas 1–9)                                        |
| Preston Sharp                   | Exteriores/Grandes ideas (temporadas 1–4)                           |
| Tracy Hutson                    | Compras/Estilo (temporadas 1–9)                                     |
| Ty Pennington                   | Presentador/Líder del equipo de diseño/Carpintería (temporadas 1–9) |
| Ed Sanders                      | Carpintería (temporadas 2–9)                                        |
| Eduardo Xol                     | Paisajismo (temporadas 2–8)                                         |
| Daniel Kucan                    | Diseño de interiores (temporada 3)                                  |
| Tanya McQueen                   | Diseño de interiores (temporadas 3–5)                               |
| John Littlefield                | Carpintería (temporadas 4–9)                                        |
| Didiayer Snyder                 | Diseño (temporadas 5–7)                                             |
| Rib Hillis                      | Carpintería (temporadas 5–6)                                        |
| Jillian Harris                  | Diseñador (temporadas 7–9)                                          |
| Xzibit                          | Diseñador (temporadas 7–9)                                          |
| Leigh Anne Tuohy                | Diseñador (temporada 8)                                             |
| Jeff Dye                        | Diseñador (temporada 9)                                             |
| Sabrina Soto                    | Diseñador (temporada 9)                                             |
| Versión de HGTV (2020)          |                                                                     |
| Breegan Jane                    | Carpintería (temporada 10)                                          |
| Carrie Locklyn                  | Compras/Estilo (temporada 10)                                       |
| Darren Keefe                    | Carpintería (temporada 10)                                          |
| Jesse Tyler Ferguson            | Presentador/Líder del equipo de diseño (temporada 10)               |
| Versión ABC (reestreno; 2025)   |                                                                     |
| Joanna Teplin                   | Presentadora (temporada 11)                                         |
| Clea Shearer                    | Presentadora (temporada 11)                                         |
| Wendell Holland                 | Diseñadora (temporada 11)                                           |
| Arianne Bellizaire              | Diseñadora (temporada 11)                                           |

## Reacciones y críticas
A pesar del mensaje positivo del programa, "EM:HE" ha sido objeto de escrutinio por varios problemas, incluida la ética del programa, su autenticidad, y dejando a algunas familias con un aumento en los pagos de hipoteca e impuestos debido a las mayores tasaciones y al empeoramiento de sus circunstancias.
Éticamente hablando, el programa ha sido criticado a menudo por algunos espectadores y los medios de comunicación por contribuciones innecesarias y glorificar construcciones y estilos de vida excesivos tipo McMansion, como en un artículo de Mother Jones que cuestionaba la entrega de una casa de seis habitaciones, siete baños y siete televisores a una familia de cuatro en Kingston, Washington. Sin embargo, ABC contrarrestó esta crítica explicando que su enfoque hacia la construcción de viviendas para cada familia era Para hacerlo de la manera que mejor se adaptara a sus necesidades individuales, señalando que el tamaño de muchas de las casas se debe a que una considerable mayoría fueron construidas para familias excepcionalmente numerosas, familias con personas con ciertas necesidades de accesibilidad y familias que dirigían diversos tipos de organizaciones o pequeños negocios desde sus hogares, siendo este último el caso de la casa de Kingston. ABC respondió al artículo de "Mother Jones" señalando que no habían mencionado que esa casa en particular también era un hostal en funcionamiento. [cita requerida]
Siendo sinceros, una de estas acusaciones se hizo con frecuencia contra los diseñadores principales del programa, en particular Ty Pennington. En varias renovaciones, se les ha criticado por no realizar ningún trabajo, ya que contratistas anónimos se encargaban principalmente del trabajo y los diseñadores solo realizaban trabajos ligeros para las cámaras. En 2007, durante la remodelación de la familia Carter en Billings, Montana, un DJ de radio local acusó a Pennington de usar una lata de aerosol de grasa en su cara para que pareciera que realmente estaba trabajando, solo para ser confrontado por el propio Pennington, quien llamó desde el sitio de construcción. La mayor evidencia para demostrar la contribución del equipo de diseño a la casa y a la familia es una lesión grave en la mano que Ed Sanders recibió durante una remodelación en 2006 en Ohio para la familia de Jason Thomas. Mientras creaba una talla de madera de la bandera estadounidense, Sanders quitó parte de la protección de una amoladora de madera manual, lo que le provocó un corte en una mano. Sanders se tomó una licencia durante casi una temporada entera para recuperarse.
En un artículo titulado "La Explotación Extrema de ABC", The Smoking Gun publicó un correo electrónico enviado el 10 de marzo de 2006 por un empleado de ABC a la base de afiliados de la cadena. Este correo contenía un mensaje del agente de casting del programa que detallaba tragedias específicas y enfermedades raras que buscaba el programa. Entre los mensajes se incluían un "niño con distrofia muscular", una "familia con varios hijos con síndrome de Down (adoptados o biológicos)" y un niño con un trastorno de insensibilidad congénita al dolor con anhidrosis (CIPA). Esta última solicitud incluía un comentario entre paréntesis que decía: "Solo hay 17 casos conocidos en EE.UU. ¡Avísenme si hay alguno en su ciudad!"
Este correo electrónico ha llevado a algunos importantes medios de comunicación y blogs a acusar al programa de oportunismo al buscar las historias más sensacionalistas para obtener mayores índices de audiencia.
Otra crítica dirigida al programa se refiere a los problemas financieros que han tenido algunas familias tras la remodelación de sus viviendas, la cual, tras el inicio de la Gran Recesión, recibió atención mediática. En 2020, nueve de las familias beneficiarias del programa original habían abandonado sus hogares debido a problemas financieros, incluyendo dos ejecuciones hipotecarias. Si bien la mayoría de los casos se reportaron como resultado de situaciones como desempleo, acumulación de facturas médicas o aumentos en el impuesto predial, los casos más publicitados fueron los de familias que habían incumplido con los préstamos con garantía hipotecaria que habían obtenido sobre sus viviendas desde que los recibieron, uno de los cuales resultó en una ejecución hipotecaria. En una entrevista de 2018 con TheWrap, Pennington explicó la naturaleza de estos casos. Hay un par de casos de familias que perdieron su casa. Les dejamos con un asesor financiero. Sin embargo, si la familia decide triplicar la hipoteca de su casa para emprender un negocio que nunca antes han hecho, solo para ver si pueden entrar, es su propia ruina. Así es como se pierde la casa: uno piensa: "Usémosla como un billete de lotería a ver qué sacamos". Y luego la pierde porque no puede pagar. Pero eso es lo que hace la prensa. Dijeron: "Esto es demasiado bueno para ser verdad, ¿qué está pasando realmente?". Pero con Extreme, realmente fue así de bueno."
Los cinco hijos de la familia Higgins, de entre 14 y 21 años, presentaron una demanda contra ABC después de ser desalojados por una familia que los había acogido antes de que el programa llegara a renovar la casa de la familia. Los cinco niños "afirman que los productores se aprovecharon de la mala suerte de la familia y les prometieron autos nuevos y otros premios para convencerlos de participar en el programa", según el LA Times. El 17 de julio de 2007, el juez Paul Gutman falló en contra de los hermanos, afirmando que los demandantes no lograron demostrar su caso. La decisión del tribunal de primera instancia fue confirmada en apelación. El caso se resolvió posteriormente por 50.000 dólares.
Surgieron preguntas cuando Theresa "Momi" Akana fue elegida para un episodio ambientado en Hawái. "The Honolulu Advertiser" investigó sus declaraciones de impuestos y descubrió que ella y su esposo ganaban más de $100,000 cada uno. Denise Cramsey, productora ejecutiva del programa, respondió: "Creo que Momi sin duda cumple con los requisitos". Ella defendió la elección diciendo que miran más allá de las finanzas familiares y consideran otros factores, incluyendo la difícil situación familiar y las contribuciones a la comunidad.

## Spin-off
Otro spin-off, Extreme Makeover: Home Edition: How'd They Do That?, se emitió durante una temporada entre el 1 de noviembre de 2004 y el 23 de mayo de 2005; incluía imágenes adicionales del detrás de cámaras de lo ocurrido en el episodio de esa semana.

## Emisión
El 15 de diciembre de 2011, ABC anunció que "Extreme Makeover: Home Edition" finalizaría su emisión el 13 de enero de 2012, pero que seguiría emitiendo especiales.
Las repeticiones de la serie se emitieron en Discovery Family desde abril de 2020 hasta septiembre. 2022.

## Reinicios
El 15 de enero de 2019, HGTV anunció el regreso de la serie. El estreno se produjo el 16 de febrero de 2020. 10 episodios en cartelera hasta el 5 de abril de 2020.
El 5 de mayo de 2023, se anunció que ABC estaba desarrollando otra versión de "Extreme Makeover: Home Edition". El 7 de mayo de 2024, se ordenó la serie con Clea Shearer y Joanna Teplin como presentadoras. El resurgimiento se estrenó el 2 de enero de 2025.

## Versiones Internacionales
Esta lista incluye tanto versiones con licencia oficial como las llamadas "copias" de este programa, en su mayoría inspiradas en él, pero no autorizadas por Endemol Shine Group, el actual propietario del formato.

| País            | Título                                     | Canal         | Presentador                                                     | Rango de emisión                                   | Fuente(s) |
| --------------- | ------------------------------------------ | ------------- | --------------------------------------------------------------- | -------------------------------------------------- | --------- |
| Albania         | Nga e Para                                 | Vizion Plus   | Anila Çela                                                      | 16 de abril de 2019                                |           |
| Argentina       | Extreme Makeover: Home Edition Argentina   | Telefe        | Andy Kusnetzoff                                                 | 11 de noviembre de 2013                            |           |
| Bélgica         | Extreme Makeover: Vlaanderen               | Play4         | James Cooke                                                     | 1 de octubre de 2022 – 12 de octubre de 2023       |           |
| Brasil          | Extreme Makeover Social                    | RecordTV      | Cristiana Arcangeli                                             | 25 de septiembre de 2010 – 15 de diciembre de 2012 | [ 34 ]    |
| Brasil          | Extreme Makeover Brasil: Casa dos Sonhos   | GNT           | Otaviano Costa                                                  | 10 de marzo de 2020 – presente                     | [ 35 ]    |
| Bulgaria        | Бригада нов дом                            | bTV           | Maria Silvester                                                 | 10 de marzo de 2016 – presente                     |           |
| República Checa | Jak se staví sen                           | TV Prima      | Pavel Cejnar                                                    | 12 de septiembre de 2007                           |           |
| República Checa | Mise nový domov                            | TV Nova       | Tereza Pergnerová                                               | 16 de octubre de 2016                              |           |
| Francia         | Tous ensemble                              | TF1           | Marc-Emmanuel Dufour                                            | 3 de octubre de 2009 – 20 de junio de 2015         |           |
| Francia         | Tous pour un                               | NRJ 12        | Alexandra Holzhammer, Valérie Aparicio, Laura Olivier           | 1 de enero – 20 de junio de 2017                   |           |
| Italia          | Extreme Makeover: Home Edition Italia      | Canale 5      | Alessia Marcuzzi                                                | 23 de enero de 2013 – 23 de junio de 2014          |           |
| Israel          | Extreme Makeover Israel                    | Channel 10    | Amos Tamam                                                      | 12 de junio de 2013 – 2014                         | [ 36 ]    |
| Noruega         | Ekstrem oppussing                          | TV3           | Asgeir Borgemoen                                                | 3 de abril – 18 de diciembre de 2005               | [ 37 ]    |
| Filipinas       | Extreme Makeover: Home Edition Philippines | TV5           | Paolo Bediones                                                  | 15 de abril – 17 de junio de 2012                  |           |
| Polonia         | Nasz nowy dom                              | Polsat        | Katarzyna Dowbor (2013–2023) Elżbieta Romanowska (2023–present) | 29 de septiembre de 2013 – presente                |           |
| Rumania         | Visuri la cheie                            | Pro TV        | Dragoș Bucur                                                    | 29 de octubre de 2014                              | [ 38 ]    |
| Serbia          | Radna akcija                               | Prva TV       | Tamara Grujić                                                   | 11 de diciembre de 2010 – 15 de julio de 2016      | [ 39 ]    |
| Serbia          | S Tamarom u akciji Radna Akcija sa Tamarom | RTS 1 Prva TV | Tamara Grujić                                                   | 11 de marzo de 2016 – presente                     | [ 40 ]    |
| Serbia          | Kuća od srca                               | B92 RTV Pink  | Žarko Lazić                                                     | 22 de septiembre de 2014 – presente                | [ 41 ]    |
| España          | Esta casa era una ruina                    | Antena 3      | Jorge Fernández                                                 | 10 de noviembre de 2007 – 19 de diciembre de 2010  |           |
| Ucrania         | Время строить                              | Inter         | Oksana Marchenko                                                | 2 – 23 de diciembre de 2017                        | [ 42 ]    |